# 美里-實務地珊瑚礁國家公園
4°19′N 113°51′E / 4.317°N 113.850°E
美里實務的珊瑚礁國家公園是馬來西亞的國家公園，位於砂拉越的美里省，有小丑魚、藍黃梅鯛、蓋刺魚、蝴蝶魚、合齒魚、鰺、梭子魚、曲紋唇魚、鯊魚等野生鳥類棲息。